# اچ‌ام‌اس رگولوس (ان۸۸)
اچ‌ام‌اس رگولوس (ان۸۸) (به انگلیسی: HMS Regulus (N88)) یک زیردریایی است که طول آن ۲۸۷ فوت (۸۷ متر) می‌باشد. این زیردریایی در سال ۱۹۳۰ ساخته شد.